# Le Carrosse d'or
Pour la récompense honorifique décernée lors de la Quinzaine des réalisateurs, voir Carrosse d'or.
Pour plus de détails, voir Fiche technique et Distribution.
Le Carrosse d'or est un film franco-italien réalisé par Jean Renoir, sorti en 1952.

## Synopsis
Au XVIIIe siècle, une petite troupe de théâtre italienne débarque dans une colonie espagnole d'Amérique latine. Par le même bateau, arrive un carrosse d'apparat recouvert d'or, destiné au vice-roi. Camilla, qui joue Colombine, a cédé aux avances de Felipe, qui a voyagé avec elle. Les représentations commencées, elle ne tarde pas à être courtisée par Ramon, un torero célèbre dans toute la colonie, puis par le vice-roi, Ferdinand, qui invite la troupe à donner une représentation à la cour. Éperdu d'amour, ce dernier offre le carrosse d'or à Camilla, déclenchant la jalousie des autres prétendants, et une crise avec la noblesse...

## Fiche technique
- Titre : Le Carrosse d'or
- Titre original : The Golden Coach (version originale anglaise)
- Réalisation : Jean Renoir, assisté de Marc Maurette, Giulio Macchi et Lee Kresel
- Scénario : Jean Renoir, Jack Kirkland (en), Renzo Avanzo (it), Giulio Macchi, Ginette Doynnel, d'après la pièce de théâtre Le Carrosse du Saint-Sacrement de Prosper Mérimée
- Musique : Antonio Vivaldi, exécutée par l'Orchestre symphonique de Rome dirigé par Gino Marinuzzi, Jr
- Photographie : Claude Renoir
- Son : Joseph de Bretagne, assisté d'Ovidio Del Grande
- Décors : Mario Chiari ; ensemblier : Gino Brosio
- Costumes : Maria De Matteis
- Montage : Mario Serandrei
- Production : Francesco Alliata ; Renzo Avanzo (it) (producteur associé)
- Direction de production : Valentino Brosio (it), Giuseppe Brodogni
- Sociétés de production : Panaria Film, Delphinus, Hoche Productions
- Studio : Cinecittà, Rome
- Pays de production :  France —  Italie
- Langue originale : anglais
- Tournage : 4 février - 10 mai 1952
- Format : couleur — 35 mm — 1,33:1 — mono
- Genre : comédie dramatique
- Durée : 102 minutes
- Dates de sortie :
  - Italie : décembre 1952
  - France : 27 février 1953 (Paris)
- Affiche : Clément Hurel (France)

## Distribution
Personnages du Théâtre
- Anna Magnani : Camilla
- Odoardo Spadaro : Don Antonio
- Nada Fiorelli : Isabella
- Dante Cleri (it) : Arlequin

Personnages de la Cour
- Duncan Lamont : Ferdinand, le vice-roi
- Georges Higgins : Martinez
- Ralph Truman : le duc de Castro
- Gisella Mathews : la marquise Irène Altamirano
- Raf de La Torre : le procureur
- Elena Altieri : la duchesse de Castro

Autres
- Paul Campbell (en) : Felipe (Aquierre)
- Riccardo Rioli : Ramon, le toréador
- Lina Marengo : la vieille comédienne
- William Tubbs : l'aubergiste
- Jean Debucourt[1] : l'évêque

Non crédités
- Dante Rino : le médecin
- Renato Chiantoni (it) : le capitaine Fracasse
- Giulio Tedeschi : Baldassare
- Alfredo Kolner : Florindo
- Alfredo Medini : Polichinelle
- John Pasetti : le capitaine des gardes
- Cecil Mathews : le baron
- Fedo Keeling : le vicomte

## Genèse du film
Après treize années passées à l'étranger, Renoir choisit cette adaptation du Carrosse du Saint-Sacrement de Prosper Mérimée pour revenir tourner en Europe. Le projet, envisagé depuis longtemps et destiné au marché anglo-saxon, lui est proposé par des producteurs italiens, après le désistement de Luchino Visconti.
Jean Renoir pose plusieurs conditions avant d'accepter de réaliser le film. Tout d'abord, il souhaite que le film soit tourné en Technicolor. Il s'agit ainsi de la première superproduction européenne en technicolor sans participation américaine. L'affiche française mentionnera « La première superproduction française en Technicolor ». Il s'agit par ailleurs du deuxième film en couleurs du cinéaste après Le Fleuve. Ensuite, il impose que, contrairement aux habitudes de tournage italiennes, le son soit enregistré en direct au lieu d'être post-synchronisé.

### Versions linguistiques
Renoir a tourné Le Carrosse en langue anglaise ; le film a ensuite été doublé en français, mais Renoir n'a pas supervisé cette étape. Il était contre le doublage, qu'il qualifiait de « procédé barbare » et considérait la version anglophone comme la seule version de son film. La mauvaise qualité du doublage a d'ailleurs été soulignée par les critiques à la sortie du film et Renoir a tenu à présenter la version anglophone à la cinémathèque française.
Pascal Mérigeau, dans son livre Jean Renoir, évoque en détail la préparation et le tournage du Carrosse d'or, soulignant l'intérêt de Renoir pour un tournage « en deux versions, française et anglaise ». Mais en raison de problèmes de financement, la part française est réduite à la portion congrue, et le tournage en version française est abandonné. En janvier 1952, la revue L'Écran français publie un article intitulé « Jean Renoir ne pourra pas tourner Le Carrosse d'or dans sa langue maternelle », et cite une lettre de Renoir qui écrit : « La version française disparait.[...] J'en suis navré, d'abord parce que j'étais venu en Europe avec l'idée de tourner un film dont j'aurais écrit moi-même les dialogues dans ma langue maternelle. Il me faut y renoncer. » Il laissera à son assistant réalisateur, Marc Maurette, le soin de diriger le doublage français, à Paris, Anna Magnani se doublant elle-même.

### Choix des interprètes
Jean Renoir a écrit :

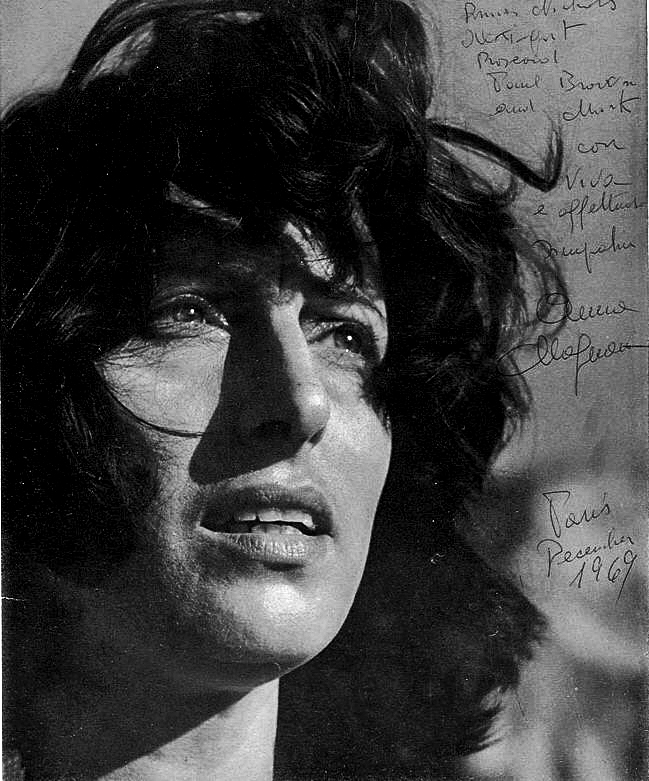
Jean Renoir choisit Anna Magnani pour interpréter Camilla.

« Le personnage de La Péricole était interprété par Anna Magnani. Bien des gens s’étonnèrent de l’application d’un talent connu pour sa violence à un ensemble en principe mieux fait pour des marionnettes milanaises. Si j’avais eu affaire à une actrice de genre bourgeois, mon film eût risqué de tomber dans la mièvrerie. Avec Magnani, le danger était d’aller trop loin dans ce qu’il est convenu d’appeler le réalisme. Sa réussite dans ce rôle est évidente. Sa bouleversante interprétation me força à traiter le film comme une pantalonnade. Un autre atout qu’elle m’apportait était sa noblesse. Cette femme habituée à interpréter des rôles de femmes du peuple déchirées par la passion fut parfaitement à son aise dans les subtilités d’une intrigue de cour[réf. nécessaire]. »
« Les heures de travail au studio avaient été fixées de midi à huit heures du soir. Au début des prises de vue, Magnani ne paraissait jamais avant deux heures. Je lui représentais combien ce retard coûtait à la production. Mais elle se fichait pas mal de la production. Je lui représentais que ce n’était pas gentil pour ses camarades qui, eux, arrivaient à l’heure, en vain. Finalement, je la pris à part et lui déclarais que je préférais renoncer au film plutôt que de faire poireauter tout le monde. Émue par cette menace, elle me promit d’arriver désormais à l’heure et tint parole.
Une autre entreprise concernant Magnani fut de la persuader de passer ses nuits dans son lit et non dans les cabarets. Elle m’arrivait le matin mourant de fatigue, avec des poches sous les yeux et incapable de se souvenir d’une ligne. Claude, mon neveu, faisait la grimace en pensant qu’il allait devoir la photographier dans cet état. Elle commençait par déclarer qu’elle ne tournerait pas, qu’elle était trop moche, qu’elle avait l’air d’une mendiante, tout cela dit en frissonnant dans une vaste cape de vison et en grillant cigarettes sur cigarettes. J’insistais pour qu’elle se laisse maquiller et la faisais répéter dans le décor. Je demandais à Claude de l’éclairer provisoirement : il fallait qu’elle sente la chaleur des lampes. Au bout de cinq minutes ses poches sous les yeux avaient disparu, sa voix était éclaircie et elle avait dix ans de moins. Elle était La Péricole[réf. nécessaire]. »

## Analyse du film

### Un hommage au théâtre
Le Carrosse d'or fait partie, avec French Cancan et Elena et les Hommes, de la trilogie de Renoir sur le monde du spectacle. À son arrivée sur le projet, le réalisateur rejette le scénario qui lui est fourni. Il transforme le texte initial de Mérimée en un hommage à la Commedia dell'arte, au jeu et à son actrice principale. Le film devient ainsi une réflexion sur le théâtre et les apparences : « Où commence la comédie ? Où finit la vie ? » s'interroge Camilla. Cette question parcourt le film et ce, dès la première scène : le film débute ainsi avec un premier plan qui part du plancher du théâtre pour s'élever jusqu'aux appartements royaux[réf. nécessaire].
De plus, tout un réseau de correspondances unit les personnages de la troupe et ceux de la cour. Ainsi, si les acteurs portent des masques, le vice-roi ne peut se déplacer sans porter de perruque. Les chassés-croisés amoureux des coulisses sont à l'image des chassés-croisés du personnage de Colombine et les intrigues de la Cour renvoient aux malices de la Commedia dell'Arte. La politique est un spectacle et la Cour n'est pas moins factice que les représentations théâtrales[réf. nécessaire].

### L'influence de la musique de Vivaldi
Jean Renoir dit s'être inspiré de la musique d'Antonio Vivaldi : « Mon collaborateur principal pour ce film fut feu Antonio Vivaldi. J’ai écrit le scénario au son des disques de ce maître. Son sens dramatique, son esprit m’orientaient vers des solutions m’apportant le meilleur de l’art théâtral italien[réf. nécessaire]. »

## Citation
Don Antonio à Camilla :

« Tu n'es pas faite pour ce qu'on appelle la vie, ta place est parmi nous, les acteurs, les acrobates, les mimes, les clowns, les saltimbanques. Ton bonheur, tu le trouveras seulement sur une scène, chaque soir, pendant deux petites heures en faisant ton métier d'actrice, c'est-à-dire en t'oubliant toi même. À travers les personnages que tu incarneras, tu découvriras, peut-être, la vraie Camilla. »

## Critiques
Le cinéaste François Truffaut, qui considère Jean Renoir comme « le plus grand des cinéastes », considère Le Carrosse d'or comme un film clé dans la carrière de Renoir. Il y voit le film « le plus noble et le plus raffiné jamais tourné » qui rassemble à la fois « la spontanéité et l'invention de Renoir d’avant guerre » et « la rigueur du Renoir américain ».
Jacques Lourcelles, auteur d'un Dictionnaire du cinéma, voit dans Le Carrosse d'or le « chef-d'œuvre absolu de Renoir » et considère que « Le Carrosse d'or est l'un de ces quelques films qui permettent de croire à la supériorité du cinéma sur tous les autres arts. »
Tout aussi élogieux, Éric Rohmer y voit « le « sésame ouvre-toi » de toute l'œuvre de Renoir ». Il admire la manière dont Renoir a su porter à l'écran le théâtre : « Cette sorte de spectacle, le mime, la mascarade, offre en général la plus extrême répugnance à s’inscrire sur un écran. Renoir a su le plier aux normes cinématographiques, en même temps qu’il l'a fait servir de repoussoir. L'affectation des attitudes n'est là que pour provoquer le naturel et rendre ses interventions plus éclatantes ; le masque une fois ôté, la figure humaine brille de sa splendeur vraie, lavée de la boue déposée par la routine séculaire de la vie et de l’art[réf. nécessaire]. »

## Postérité du film
- François Truffaut a baptisé sa société de production, créée en 1957, Les Films du Carrosse, en hommage au film de Renoir[8].
- En 2002, les réalisateurs de la Société des réalisateurs de films (SRF), créent le prix « Le Carrosse d'or », remis chaque année au festival de Cannes lors de la Quinzaine des réalisateurs. Ce prix est destiné à récompenser un cinéaste choisi pour les qualités novatrices de ses films, pour son audace et son intransigeance dans la mise en scène et la production. Le trophée se présente sous la forme d'une statuette en bronze, créée à partir des personnages de la Commedia dell'arte et du film de Jean Renoir par Lili Legouvello, peintre sculpteur. Parmi les réalisateurs récompensés par ce prix, on peut notamment citer Clint Eastwood (en 2003), Alain Cavalier (en 2007) et Agnès Varda (en 2010)[9],[10].

#### Ouvrages
- André Bazin, Jean Renoir, Champs libre, 1971
- Cécilia Bertin, Jean Renoir, cinéaste, Gallimard, coll. « La Découverte », 2005
- Claude-Jean Philippe, Jean Renoir - Une vie en œuvres, Éditions Gallimard, coll. « La Découverte», 2005.
- Charlotte Garson, Jean Renoir, Éditions Cahiers du cinéma, coll. « Grands cinéastes », 2008.
- Jean Renoir, Ma vie et mes films, Flammarion, coll. « Champs Arts », 2008.
- Pascal Mérigeau, Jean Renoir, Flammarion, coll. « Grandes biographies », 2012, 1100 p. (ISBN 9782081210554)

#### Articles
- (en) « The Golden Coach: Jean Renoir's Latest », The Quarterly of Film Radio and Television, University of California Press, vol. 9, no 1,‎ automne 1954, p. 15 (DOI 10.2307/1209887, lire en ligne)
- Éric Rohmer, « Bio-filmographie de Jean Renoir : Notes sur Boudu sauve des eaux, Madame Bovary, The Southerner, Le Carrosse d'or », Cahiers du cinéma, no 78,‎ décembre 1957
- Janet Bergstrom (trad. Priska Morrissey), « Généalogie du Carrosse d’or de Jean Renoir », 1895, no 62,‎ 2010, p. 76-103 (lire en ligne, consulté le 12 avril 2012)